# 西宮市立段上小学校
西宮市立段上小学校（にしのみやしりつ だんじょうしょうがっこう）は、兵庫県西宮市段上町にある公立小学校。2021年（令和3年）現在の児童数は560名である。

## 沿革
- 1965年（昭和40年）4月1日 - 西宮市立段上小学校開校。

## 進路状況
ほとんどの児童は西宮市立甲武中学校へ進学するが、国私立中学校へ進学する児童もいる。

## 通学区域が隣接している学校
- 西宮市立樋ノ口小学校
- 西宮市立段上西小学校
- 宝塚市立仁川小学校
- 宝塚市立高司小学校
- 伊丹市立池尻小学校
- 尼崎市立武庫北小学校